# Leader adjoint du gouvernement à la Chambre des communes
Le leader adjoint du gouvernement à la Chambre des communes (en anglais : Deputy Leader of the Government in the House of Commons) est la personne responsable au sein du gouvernement fédéral canadien d'assister le leader du gouvernement à la Chambre des communes dans l’exécution de ses fonctions.